# IC 2205
IC 2205 ist eine Spiralgalaxie vom Hubble-Typ S im Sternbild Zwillinge auf der Ekliptik. Sie ist schätzungsweise 207 Millionen Lichtjahre von der Milchstraße entfernt und hat einen Durchmesser von etwa 30.000 Lichtjahren.
Im selben Himmelsareal befinden sich u. a. die Galaxien NGC 2449, NGC 2450, IC 474, IC 476.
Das Objekt wurde am 16. Januar 1896 vom französischen Astronomen Stéphane Javelle entdeckt.